# Vladimir Soloviev
Pour les articles homonymes, voir Vladimir Soloviov, Soloviov et Vladimir Soloviev (journaliste).
Vladimir Sergueïevitch Soloviev, plus rarement Solovev ou Soloviov (en russe : Владимир Сергеевич Соловьёв), né à Moscou le 16 janvier 1853 (28 janvier dans le calendrier grégorien) et mort à Ouskoïe près de Moscou le 31 juillet 1900 (13 août dans le calendrier grégorien), est un philosophe et poète russe.

## Éléments biographiques
Vladimir Soloviev est le fils de Sergueï Soloviov (1820-1879) fils du prêtre orthodoxe russe d'esprit ouvert et curieux Mikhaïl Soloviov, archiprêtre et professeur de religion. Il naît à Moscou le 16 janvier 1853 (28 janvier dans le calendrier grégorien) dans une famille « unie, respectueuse de l'autorité paternelle ; (elle) menait une vie patriarcale, de haute moralité, austère et pieuse, et se montrait assez insoucieuse de la vie pratique. » Il est décrit comme un enfant sensible et travailleur, brillant et mystique.
L'ambiance corrosive des années 1860, marquées par le matérialisme scientifique, en fait un adolescent qui refuse toute pratique religieuse entre 14 et 18 ans. Il étudie ensuite Spinoza et passe du matérialisme au positivisme. Il aborde ensuite Arthur Schopenhauer et Schelling, ce qui lui permet de concilier idéalisme et sciences. Il passe ensuite par une phase de pessimisme absolu (vers 19 ans).
Vladimir Soloviev redevient brusquement chrétien vers l'âge de vingt ans, mais tout en étant assez proche de la figure du narodnik brossée par Ivan Tourgueniev : une jeune personne radicale, positiviste, aimant le peuple et voulant l'éduquer, assimilée progressivement aux terroristes. Cependant, son côté spiritualiste le rapproche de Léon Tolstoï et de Fiodor Dostoïevski.
En même temps que s'opère son retour à la foi, il délaisse ses études scientifiques pour s'orienter vers l'histoire et la philologie. Il se met à fréquenter l'Académie ecclésiastique Saint-Serge en y prenant des cours de théologie.
En 1873 commence une relation d'amitié profonde avec Dostoïevski. Il a des rapports tendus avec Tolstoï : « Soloviev sera partisan d'un christianisme hiérarchique et historique ; il n'admettra pas le principe de non-résistance au Mal, ni le christianisme purement moral et abstrait auquel aboutira Tolstoï. »
Maître de conférences à la Faculté de Moscou à 21 ans, docteur à 27, il acquiert une vaste notoriété par ses leçons publiques sur la Théandrie (1877-1878). En juin 1878, il accompagne Fédor Dostoïevski, dévasté par la récente mort de son fils de trois ans, au monastère d'Optina Poustin. L'écrivain lui fait part de son projet de roman, Les Frères Karamazov. En 1881, pour avoir publiquement demandé à l'empereur Alexandre III de gracier les assassins de son père, Alexandre II, il est contraint de quitter l'Université. Il rencontre l'évêque catholique Strossmayer à Đakovo, mais son retour en Russie se fait sous le signe du découragement, car les critiques lui viennent aussi bien du côté orthodoxe que du côté catholique.
En 1891, l'Église orthodoxe lui refuse les sacrements ; le 18 février 1896, il est reçu au sein de l'Église grecque-catholique russe par le père Nicolas Tolstoï.

### Derniers instants

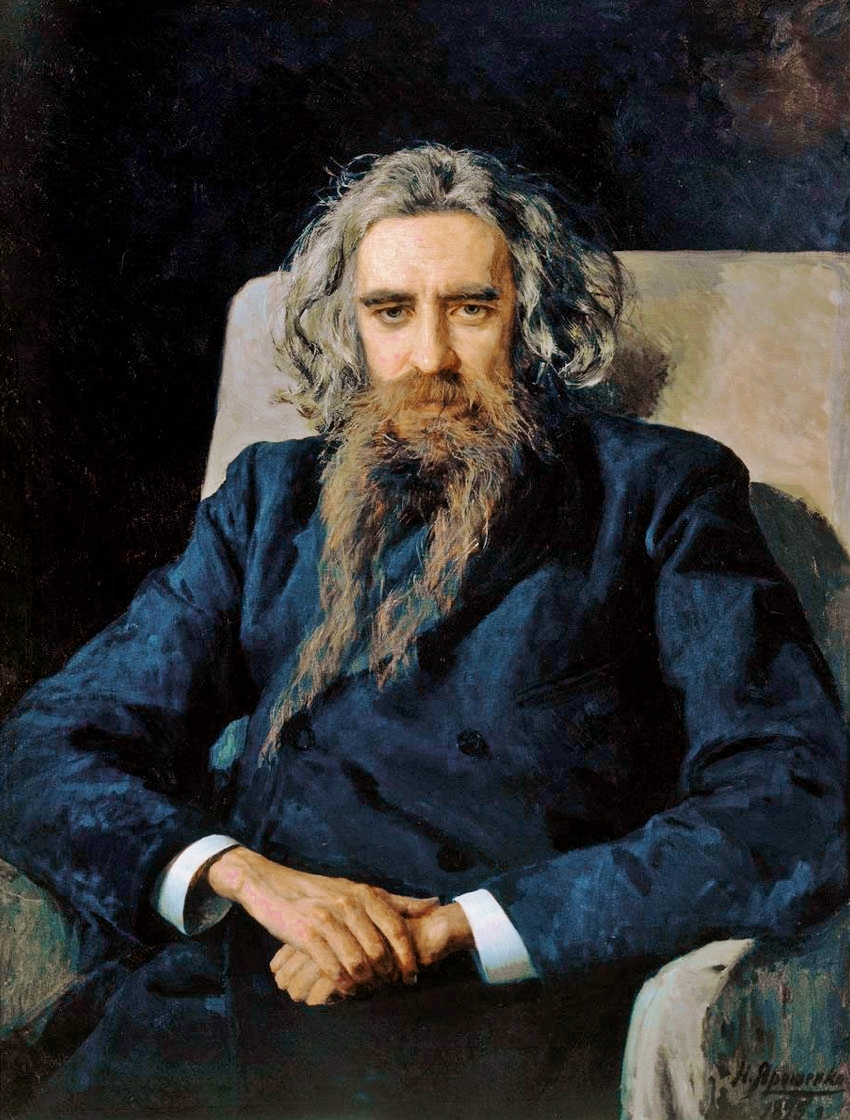
Portrait de Soloviev par Nikolaï Yarochenko.

Soloviev meurt au château d'Ouzkoïe, soigné par le prince Serge Nikolaïevitch Troubetzkoy, son ancien élève et professeur de philosophie, et l'épouse de celui-ci, née princesse Prascovie Obolensky. Le philosophe bredouillait en grec, en latin, en français et en italien, pris par la fièvre. Il croyait voir aussi des Chinois : « Quelles sont ces figures jaunes grimaçantes ? » déclara-t-il en français. Sont appelés ensuite à son chevet l'historien Vassili Ossipovitch Klioutchevski, sa mère Polyxène Vladimirovna Solovieva et ses sœurs Nadège et Polyxène.
L'agonie commence le 30 juillet 1900 (12 août dans le calendrier grégorien) et il meurt le lendemain vers neuf heures du soir. Son corps est mis dans la chapelle du château. Les funérailles y ont lieu le 3 août, puis la dépouille est emmenée à Moscou. Une liturgie a lieu à la chapelle de l'université en présence des proches et de différents professeurs, ainsi que des princes A.D. Obolensky du ministère des Affaires étrangères et V.S. Obolensky-Neledinski du ministère de l'Intérieur. Il est enterré dans une tombe à côté de celle de son père, Sergueï, au cimetière de Novodiévitchi. Le professeur Herié prononce l'éloge funèbre « [...] Tu as traversé nos vies grises ordinaires d'un rayon de lumière ; tu as répondu avec passion aux questions de la société ; tu as combattu ses idoles, alors qu'elle attendait encore beaucoup de toi. »

## Le penseur

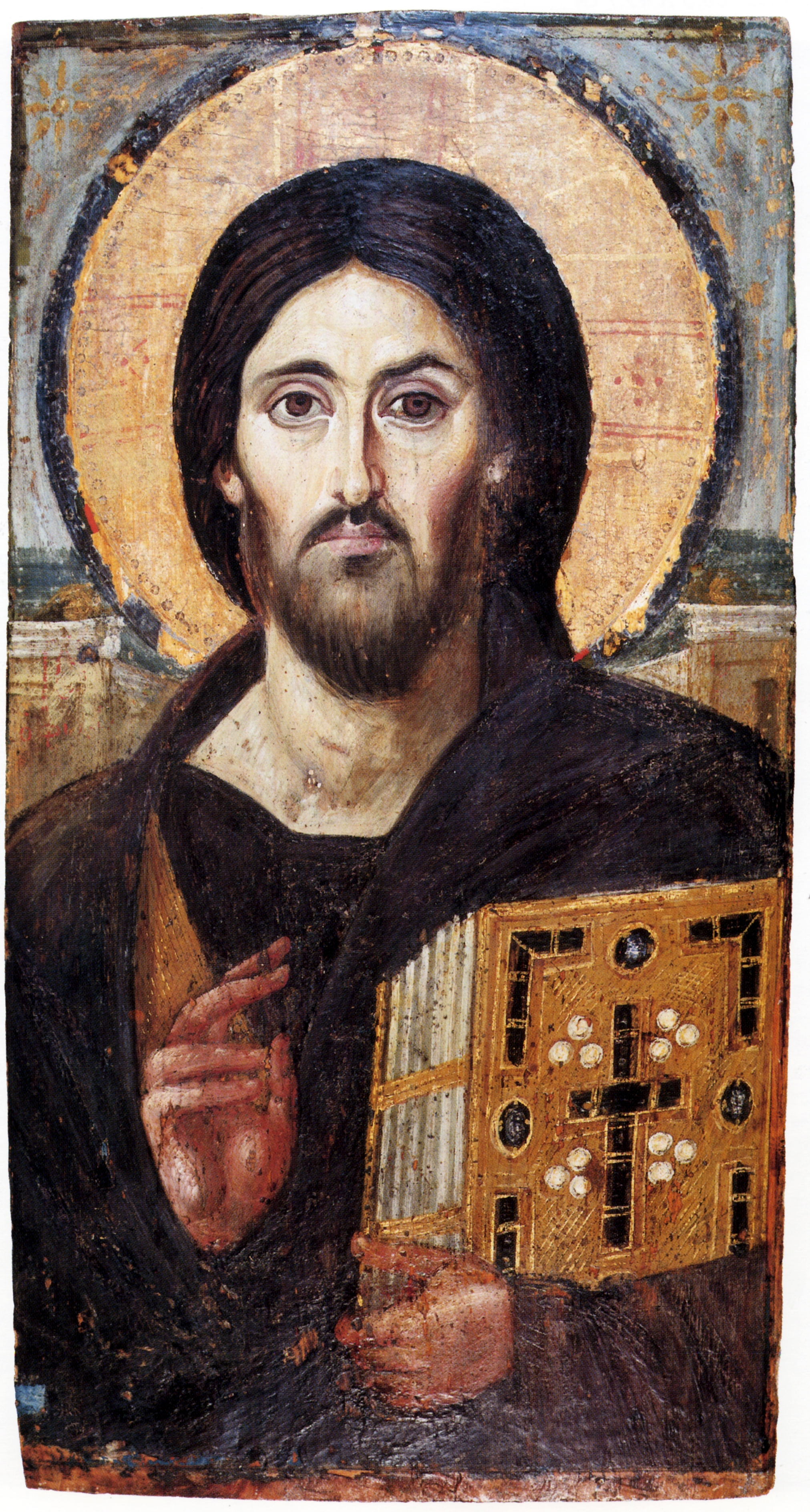
Christ pantocrator du Monastère Sainte-Catherine du Sinaï, une icône encaustique du VIe siècle.

Soloviev est en milieu orthodoxe l'ambassadeur du dialogue œcuménique. Il juge que le Raskol est une plaie de l'Église russe et réfléchit à réconcilier les vieux-croyants avec l'Église russe. Il espère un temps en un concile, puis pense que l'Église orthodoxe russe ne peut résoudre ce problème.
L'assassinat d'Alexandre II en mars 1881 est une profonde remise en cause de l'idée qu'il se fait de la Russie. À partir de cette époque, il voit en Rome l'unique moyen de faire revivre l'Église orthodoxe. Pour lui, le Schisme de 1054 (Orient/Occident) préfigure le Raskol. Il pense que la chrétienté a besoin de centralisation et d'un chef pour accomplir sa mission : la réalisation sur terre du royaume de Dieu. Il oppose l'Orient, avec ses aspirations contemplatives vers le divin, à l'Occident et à ses tendances actives et pratiques vers l'humain.
La charité manque pour faire l'union, mais il n'y a que cette union qui permettrait de reconstituer la divino-humanité, l'Église universelle. Rome en serait le centre. La mission de la Russie serait de faire cette union. Il ne veut pas latiniser l'Orient : chacune des deux Églises est déjà profondément l'Église universelle, pour Soloviev la scission n'est qu'apparente et causée par un manque de charité. Il pense y associer plus tard le protestantisme, avec son principe de liberté, capital, car l'Église « achevée » serait la « théocratie libre ». Vladimir Soloviev théorise toutes ces idées dans Le grand Débat et la politique chrétienne, en 1883.
Soloviev est parfois comparé à son contemporain, le cardinal John Henry Newman. Ils ont les mêmes préjugés contre le papisme au départ, le même ostracisme, la même volonté de faire la volonté divine, le même goût pour les Pères de l'Église (notamment Saint Augustin), pour l'histoire ecclésiastique, la philosophie des évolutions religieuses, l'ascension de la connaissance humaine jusqu'à Dieu, les devoirs quotidiens de la piété.
Les poésies de V. Soloviev ont connu un grand succès : sept éditions de 1893 à 1921.

## Recherche d'unité
Cette recherche d'unité pousse Soloviev à se plonger dans l'étude des Pères de l'Église et des conciles œcuméniques pour évaluer les exigences de la papauté en la matière. Il admet alors que la mission confiée par le Christ à saint Pierre est le fondement essentiel de la communion entre l'ensemble des Églises chrétiennes.
Cette prise de position vaut à Soloviev une mise à l'écart du monde universitaire et l'hostilité de l'État tsariste. Empêché de publier en Russie, il rédige en français son ouvrage La Russie et l'Église universelle, dans lequel il reconnaît le pape « comme juge suprême en matière de religion ». Soloviev ne songe toutefois pas à devenir catholique de rite latin — et les églises catholiques de rite oriental sont illégales en Russie. Mais un prêtre russe devenu catholique, Nicolaï Tolstoï, qui exerce discrètement (et illégalement) son ministère dans le rite melkite à Moscou, reçoit secrètement la profession de foi de Soloviev et lui donne la communion le 18 février 1896, ce dont le pape Léon XIII est informé. Usé par le harcèlement et le surmenage, Soloviev meurt quatre ans plus tard mais son espérance en l'unité des chrétiens demeure et « portera du fruit ».

## Citations
« Imaginons un être en bonne santé, robuste et pas méchant, le cas du peuple russe en général. Nous apprenons que cet être (peuple) est dans un triste état. (…) Nous découvrons alors qu'il n'est pas réellement fou mais que son esprit est gravement affecté par des idées fausses, qui l'amènent à la folie des grandeurs et à une hostilité envers tout et tout le monde. Indifférent à son propre intérêt et au mal qu'il peut causer, il invente des menaces inexistantes et établit sur celles-ci les thèses les plus absurdes. Il a l'impression que tous ses voisins l'outragent, qu'ils ne rendent pas suffisamment justice à sa grandeur et qu'ils cherchent par tous les moyens à le blesser. (…) Il s'imagine que ses voisins veulent miner sa maison et projettent même des attaques armées. Pour toutes ces raisons il passe énormément de temps à se procurer des fusils, des revolvers et de solides verrous. »

— Vladimir Soloviev, Œuvres choisies, 1902-1905, vol. 5, p. 430-431.

« On confond le renoncement à son propre isolement, à son particularisme, à l'affirmation et la défense violentes de son identité, avec le renoncement à soi c'est-à-dire qu'on fait l'amalgame entre le refus de faire mauvais usage de ses poings, et le sacrifice de sa personnalité, de son être singulier. Ce malentendu constitue dans son essence un problème simple, mais qui devient extrêmement compliqué et embrouillé dans la pratique. »

— Vladimir Soloviev, extrait : Lettres du dimanche, 2016, 180 p.,  (ISBN 978-2363711571).

## Œuvres
- Œuvres complètes, 10 vol., Saint-Pétersbourg, 1911-1913.
- Le processus mythologique dans le paganisme ancien, 1873.
- La métaphysique et la science positive, 1873.
- La Crise de la Philosophie occidentale, 1875.
- Conférences sur la Théandrie, 1877-1880.
- Les Trois Forces, 1877.
- Principes philosophiques de la connaissance intégrale, 1877.
- Critiques des principes abstraits, de 1877 à 1880.
- Leçon sur la Divino-humanité, 1880 ou 1881.
- Sur le pouvoir spirituel en Russie, 1881.
- Trois discours à la mémoire de Dostoïevski, 1883.
- La question nationale en Russie, 1883-1888 et 1888-1891, 15 articles en tout.
- La Grande Controverse et la Politique chrétienne, 1883.
- Neuf questions au père A. Ivantsov-Platonov, 1883.
- Les fondements spirituels de la vie, 1884.
- Les juifs et la chrétienne, 1884.
- La Russie et l'Église universelle, 1885.
- Le Développement dogmatique de l'Église et la question de la réunion des Églises, 1886.
- L'Église orientale est-elle orthodoxe ?, 1886.
- Histoire et Avenir de la Théocratie, 1886-1887.
- La Beauté dans la Nature, 1889.
- Le Sens de l'Art, 1890.
- La poésie lyrique, article, 1890.
- Le Sens de l'Amour, 1892-1894.
- La poésie de Tioutchev, article, 1895.
- La Justification du Bien, 1897.
- Lettres dominicales, 1897-1898.
- La Philosophie théorique, recueil de trois articles, 1897,1898, 1899.
- La vie tragique de Platon, 1898.
- Les trois rencontres, poème, 1898.
- L'importance de la poésie dans les poèmes de Pouchkine, article, 1899.
- Trois Entretiens (suivi du Court récit sur l'Antéchrist, 1899-1900.
- Lettres, t. 1-3, 1908-1911.
- L'idée russe, 1911.
- Le Saint Vladimir et l'État chrétien et la réponse au courrier de Cracovie, 1913.
- Poésies, 1921.

## Œuvres traduites en français
: document utilisé comme source pour la rédaction de cet article.
- 1888 : L'idée russe, Perrin et Cie, Paris.
- 1889 : La Russie et l'Église universelle, éd. A. Savine, Paris. En fait l'original est publié en français pour éviter la censure tsariste. Réédité par L'Âge d'Homme, Lausanne, 1978.
- 1897 : La question pénale au point de vue éthique, éd. V. Giard et E. Brière, Paris. N.B.: ce livre est extrait de la "Revue internationale de sociologie".
- 1916 : Trois entretiens sur la guerre, la morale et la religion, traduits du russe par Eugène Tavernier, Plon-Nourrit et Cie, Paris.
- 1932 : Les Fondements Spirituels de la Vie, traduction du russe par le R.P. Georges Tzebricow, Lettre préface de S. Exc. Mgr Michel d'Herbigny, coédition Beauchesne-éditions de la Cité Chrétienne, Collection d'Études Philosophiques et Religieuses, Paris-Bruxelles. 2e éd. en 1948.
- 1939 : La justification du bien : essai de philosophie morale, trad. du russe par T.D.M, Aubier éditions Montaigne, Coll. Philosophie de l'esprit, Paris. Nouvelle édition en 1997.
- 1947 : Crise de la philosophie occidentale, introd. et trad. par Maxime Herman, Aubier éditions Montaigne, Coll. Bibliothèque philosophique, Paris.
- 1953 : La grande controverse et la politique chrétienne (Orient-Occident), Aubier éditions Montaigne, Coll. Philosophie de l'esprit, Paris, (ASIN B0016VJ4ZO) / 1992  (ISBN 978-2700730661).
- 1955 : Le judaïsme et la question chrétienne, revue Foi et Vie no 5 p. 389-453. Ré-édité comme livre en 1992.
- 1970 : En appendice, trad. abrégée de l'Histoire de l'Antéchrist dans Boris de Spengler, Le Triptyque de l'être : essai sur les vérités essentielles du christianisme, [Éd. de la Source], Coll; Entretemps, [Paris].
- 1978 : La Sophia et les autres écrits français, édités et présenté par François Rouleau, La Cité - L'Âge d'Homme, Lausanne.
- 1984 : Trois entretiens sur la guerre, la morale et la religion, introd. de F. Rouleau ; trad. de B. Marchadier et de F. Rouleau, ŒIL, Coll. Sagesse chrétienne no 2, Paris. Ré-édité en 2005.
- 1990 : Le Sens de l'amour : essais de philosophie esthétique, introd. de F. Rouleau ; trad. de B. Marchadier, ŒIL, Coll. Sagesse chrétienne no 6, éd. Desclée De Brouwer, 271 p.,  (ISBN 978-2868390523).
  - Contient : Le Drame de la vie de Platon ; La Beauté dans la nature ; Le Sens général de l'art ; Un Premier pas vers une esthétique positive.
- 1991 : Leçons sur la divino-humanité [Recueil de conférences données à Saint-Pétersbourg en 1877-1878], trad. du russe par Bernard Marchadier, préf. de François Rouleau, Cerf, Coll; Patrimoines. Orthodoxie, Paris.  (ISBN 2204042552)
- 1991 : Le développement dogmatique de l'Église, traduction et présentation par François Rouleau et Roger Tandonnet, Desclée, Coll. La nuit spirituelle, Paris.  (ISBN 2718905581)
- 1992 : Le judaïsme et la question chrétienne, trad. du russe par M. Mathon, F. Lovsky, F. Rouleau et R. Tandonnet, préf. d'Alain Besançon, Desclée, Coll. La nuit spirituelle, Paris.  (ISBN 2718905816). Comporte un index des noms de personnes.
- 1997 : La justification du bien : essai de philosophie morale, trad. du russe par T.D.M. ; introd. de Patrick de Laubier, Éditions Slatkine, Genève.  (ISBN 2051015333). N.B.: Ouvrages de Vladimir Soloviev, p. 475-476.
- 2001 : Mahomet, trad. et présentation de Bernard Marchadier, Éditions Ad Solem, Genève.  (ISBN 2940090807)
- 2004 : Trois rencontres et autres poèmes, trad. par Christian Mouze, Harpo, Marseille.  (ISBN 978-2913886438)
- 2004 : "Discours à la mémoire de Dostoïevski", dans, La Légende du Grand Inquisiteur de Dostoïevski commentée par Konstantin Léontiev, Vladimir Soloviev, Vassili Rozanov, Serge Boulgakov, Nicolas Berdiaev, Sémion Frank, traduit du russe et présenté par Luba Jurgenson, éditions de L'Âge d'Homme, Lausanne & Paris, 2004, p. 89 - 117.
- 2005 : Trois entretiens : sur la guerre, la morale et la religion ; suivi du Court récit sur l'antéchrist, trad. et présentation de Bernard Marchadier, Éditions Ad Solem, Genève.  (ISBN 2884820477)
- 2008 : Histoire et avenir de la théocratie. Introduction de François Rouleau. Traduction de Mireille Chmelewsky, Antoine Elens, François Rouleau, Roger Tandonnet. Éditions Cujas, Paris 2008  (ISBN 978-2254099030). Première traduction du russe en langue étrangère.
- 2013 : Méditations théorétiques. Introduction et traduction annotée par Rambert de l'œuvre  Philosophie théorétique . Première traduction du russe en langue étrangère, travail de mémoire à l'université Pierre-Mendès France.
- 2016 : Lettres du Dimanche, Traduit du russe par Claire Vajou- Préface de Bernard Marchadier., Éditions Pierre-Guillaume de Roux (ISBN 978-2363711571)
- 2016 : L'Idée d'Humanité chez Auguste Comte, traduit du russe par Rambert Nicolas, in Archives de Philosophie, t. 79(2), p. 245-270 (ISSN 0003-9632)
- 2020 : La Russie et l'Église universelle, Éditions Croisées, 256 p.,  (ISBN 979-8686849518)
- 2024 : Les Principes philosophiques de la connaissance intégrale, trad. Rambert Nicolas, Presse Universitaire de Caen, 281 p.,  (ISBN 978-2381852324)